# Proceso constituyente
Un proceso constituyente es el proceso fundacional de un Estado democrático que crea una nueva Constitución según la voluntad y las necesidades de los ciudadanos.

## Características
Un proceso constituyente tiene las siguientes características:
- Es un método de organización horizontal "no jerárquico", accesible a la clase trabajadora y el pueblo.
- Donde se deciden los asuntos que conciernen a una sociedad en común.
- Una asamblea constituyente es la que debate y decide el texto de la constitución.
- La nueva Constitución es elaborada en libertad y con participación amplia.

## Diferencias con una reforma constitucional
Una reforma constitucional implica cambios puntuales a determinados artículos de una constitución vigente, utilizando los mecanismos previstos en ella para su reforma, mientras que un proceso constituyente supone elaborar una nueva constitución, una constitución ex novo.

## Pasos del proceso
A continuación se muestra una propuesta de hoja de ruta o de pasos para un proceso constituyente.
- Convocatoria y desarrollo de unas elecciones constituyentes. En éstas se puede presentar una agrupación o coalición de partidos.
- Instalación y funcionamiento de una asamblea constituyente, que redacta la nueva Constitución.
- Convocatoria y desarrollo de un referéndum constitucional, esto es, la ratificación parcial o total de la nueva Constitución, sometiendo su texto a un referéndum vinculante.
- Convocatoria de elecciones generales.

## Procesos constituyentes recientes

### Chile

#### Proceso 2015-2018
- Wikisource contiene obras originales de Proyecto para modificar la Constitución Política de la República de Chile de 2018.

El 28 de abril de 2015, la presidenta Michelle Bachelet anunció que en septiembre del mismo año se iniciaría un proceso constituyente para la redacción y aprobación de una nueva Constitución Política para el país, en reemplazo de la Constitución de 1980.
El proceso consistió de tres instancias de participación ciudadana. Los ciudadanos aportaron sus ideas y valores a través de una consulta web o un encuentro local auto-convocado, para luego pasar a un encuentro provincial y finalmente a uno regional, que dieron origen a un documento denominado "Bases ciudadanas para la nueva Constitución" el cual sería el sustento de la nueva constitución. Luego se planeaba reformar la Constitución de 1980 para permitir un mecanismo de reemplazo de la misma, la cual podrá ser una comisión bicameral, una comisión mixta entre congresistas y ciudadanos, o una asamblea constituyente, la cual redactaría la nueva Constitución y la someterá a referéndum.
Finalmente, la presidenta Bachelet presentó ante el Congreso Nacional, el 6 de marzo de 2018, es decir, a cinco días antes del término de su mandato, un proyecto de reforma constitucional para modificar la Constitución Política de la República. Tras terminar su periodo presidencial, Bachelet reconoció que «no logramos concluir a cabalidad el proceso constituyente».

#### Proceso 2019-presente
- Wikisource contiene obras originales de Acuerdo por la paz social y la nueva constitución.

En noviembre de 2019, como consecuencia de las masivas manifestaciones ciudadanas iniciadas en octubre, se anunció un acuerdo político para generar una nueva constitución, que reemplace a la de 1980, el cual implica un plebiscito de entrada, a desarrollarse en abril de 2020, la creación de una convención constitucional encargada de su redacción y un plebiscito ratificatorio.
El 24 de diciembre, fue publicada la reforma constitucional que habilita el inicio del proceso constituyente, mientras que el 27 de diciembre fue convocado oficialmente el plebiscito para el 26 de abril de 2020.

### Costa Rica
Propuestas para que en Costa Rica se convoque a una nueva Asamblea Constituyente que redacte una nueva Constitución Política han estado circulando desde hace varios años. En 2016 el Tribunal Supremo de Elecciones autorizó la recolección de firmas para someter a referéndum el proyecto de ley que convocaría a una Constituyente, aunque el proceso fue frenado definitivamente por la interposición de una recurso de amparo ante la Sala Constitucional que fue declarado con lugar el 17 de julio de 2019, estableciendo que sólo la Asamblea Legislativa de Costa Rica puede convocar a una constituyente mediante acto de ley.

### España
En España, desde 2014, diversos partidos políticos y plataformas han pedido la apertura de un proceso constituyente, a saber:
- Partidos: AGE, ALTER, BNG, CHA, CUP, Equo, ICV, Izquierda Castellana, Izquierda Unida, Izquierda Anticapitalista, Podemos, UPyD, Amaiur,[11][12]
- Plataformas: Alternativas desde abajo, Coordinadora 25S,[13] Iaioflautas,[14] Movimiento por la Democracia,[15] Procés Constituent.

Desde la abdicación de Juan Carlos I, la petición de un referéndum para decidir el modelo de Estado se ha extendido de nuevo a la petición de la apertura de este proceso.